# La Fièvre de l'or (film, 2008)
Pour les articles homonymes, voir La Fièvre de l'or.
Pour plus de détails, voir Fiche technique et Distribution.
La Fièvre de l'or (Cursed for Gold) est un documentaire de cinéma de l'écrivain-voyageur et aventurier Olivier Weber de 2008, sorti en salles en France, le 15 octobre 2008.
Le film a été sélectionné dans plusieurs festivals. Il a reçu le Trophée de l'Aventure et le Prix Terra Festival.

## Thématique du documentaire
Le film, adapté du livre J'aurai de l'or, dénonce la déforestation et la destruction de la culture amérindienne dans la plus grande forêt tropicale du monde, souvent surnommée le « poumon de la planète ». L’Amazonie est au cœur d’une nouvelle ruée vers l’or. Dans cette course, les hommes et les femmes s'enchaînent et détruisent ce qui est considéré comme l’un des derniers paradis, la plus vaste forêt tropicale du monde.
L'or a amené les maladies, le mercure, les crimes, l’alcoolisme, et a transformé les criques et les fleuves en poubelles.
Ce cycle est celui de la destruction de l’homme par l’homme. 300 tonnes d’or sortent chaque année de la forêt et 120 tonnes de mercure y entrent. Un échange inégal, trésors contre poison.
Au cœur de cette jungle sans frontières se joue le drame des Amérindiens Wayanas, côté Guyane française, pollués par le mercure nécessaire à l’amalgame de l’or et voués à une disparition prochaine.
Au cœur des ténèbres, la forêt amazonienne est ainsi devenue l’un des pires théâtres de la mondialisation,.
Le film fait suite à une expédition, l'Expédition Amazonia, montée par Olivier Weber en Amazonie, au Brésil, en Guyane française et au Surinam, après cinq ans de préparation, pour dénoncer la déforestation et la destruction de la culture amérindienne. Le tournage du film en 2007 s'est déroulé dans des conditions difficiles, en raison de la remontée des fleuves et des traversées de la forêt, mais aussi et surtout à cause de l'enquête et de la dénonciation du milieu de la pègre, des trafiquants d'êtres humains et des trafiquants d'or,. L'équipe de tournage a été ainsi menacée à trois reprises.

## Production
La Fièvre de l'or est un documentaire d'Olivier Weber  (France, 2008, 1h33) dont la production a été soutenue par Canal+ et France Télévisions. Tourné en 2007, pendant quatre mois, il a été produit par Rosem Films, Canal Plus, France 2 Cinéma et FTD.
- Réalisateur : Olivier Weber
- Chef opérateur : Olivier Chambon
- Ingénieur du son : Alexandre Abrard et Pierre Cordellier
- Montage : Florence Bresson
- Monteur son : Julien Roig
- Producteurs :
  - Rosem Films
  - France Télévisions
  - Canal+
  - France Télévisions Distribution

- En collaboration avec :
  - Coficup 2, Fonds Backup Films
- Avec le soutien de : Centre national de la cinématographie (CNC), France Télévisions Distribution

ainsi que le soutien des éditions Robert Laffont
- Diffusion : France 2 et Canal+.
- Distribution : Zootrope Films et Rosem Distribution, avec le soutien de l’Association française des cinémas d'art et d'essai, du Musée du Quai Branly, de l'UNICEF et de la Fondation pour la Nature et l’Homme.

## Distinctions
- Trophée de l'Aventure[10]
- Prix Terra Festival
- Top 10 des meilleurs films sur l'environnement
- Festival international du film francophone de Namur[11]
- Festival Étonnants Voyageurs
- Festival Grand bivouac

### Films sur des thèmes similaires
- Le Cauchemar de Darwin (Darwin's Nightmare) (2004) de Hubert Sauper,
- We Feed the World (2005) de Erwin Wagenhofer, film documentaire autrichien sur l'agriculture mondiale moderne,
- Mondovino (2004) de Jonathan Nossiter,
- Une vérité qui dérange  (An Inconvenient Truth) (2004) de Davis Guggenheim et Al Gore, documentaire américain traitant du changement climatique, spécialement du réchauffement planétaire,
- Ananas (1984) d'Amos Gitaï, dénonçant les dérives de la production de l'ananas aux Philippines,
- L'Eldorado de plastique (2001) d'Arlette Girardot, dénonçant l'exploitation de main d'œuvre immigrée dans les serres du Sud de l'Espagne pour la production sous serres de fruits et légumes alimentant l'Europe,
- Black Gold (2006), sur la production du café en Éthiopie, le marché international et le rôle des multinationales [lire en ligne]